# Juan García-Santacruz Ortiz
Juan García-Santacruz Ortiz (Navahermosa, 11 gennaio 1933 – Toledo, 12 marzo 2011) è stato un vescovo cattolico spagnolo.

## Biografia
Juan García-Santacruz Ortiz nacque a Navahermosa l'11 gennaio 1933.

### Formazione e ministero sacerdotale
Compì gli studi ecclesiastici presso il seminario maggiore di Toledo. In seguito perfezionò gli studi in filosofia educativa con particolare attenzione alla psicologia.
Il 26 maggio 1956 fu ordinato presbitero. In seguito fu parroco di diverse parrocchie tra cui Mocejón, San Giuseppe Lavoratore e San Giacomo Maggiore dal 1956 al 1987; delegato episcopale per i migranti dal 1974 al 1987; responsabile della Caritas interparrocchiale dal 1974 al 1979; membro della facoltà della scuola della Fraternità dal 1982 al 1992; membro del collegio dei consultori dal 1984 al 1992 e canonico della cattedrale primaziale di Santa Maria a Toledo dal 1987 al 1992. Fu anche insegnante di religione presso il Colegio Mayor nel 1973, l'Instituto El Greco dal 1974 al 1978 e l'Instituto Alfonso X el Sabio dal 1978 al 1983.

### Ministero episcopale
Il 31 marzo 1992 papa Giovanni Paolo II lo nominò vescovo di Guadix. Ricevette l'ordinazione episcopale il 14 giugno successivo dall'arcivescovo Mario Tagliaferri, nunzio apostolico in Spagna, co-consacranti il cardinale Marcelo González Martín, arcivescovo metropolita di Toledo, e l'arcivescovo metropolita di Granada José Méndez Asensio.
Il 3 dicembre 2009 papa Benedetto XVI accettò la sua rinuncia al governo pastorale della diocesi per raggiunti limiti di età.
In seno alla Conferenza episcopale spagnola fu membro delle commissioni per le migrazioni dal 1993 al 1996, per i seminari e le università dal 1993 al 1996, per l'apostolato secolare dal 1996 al 2005 e per i beni culturali dal 2005] al 2011.
Morì all'ospedale "Tres Culturas" di Toledo alle 23 del 12 marzo 2011 all'età di 78 anni. Era ricoverato da alcune settimane per gravi problemi cardiaci. Le esequie si tennero il giorno successivo alle ore 14 nella chiesa parrocchiale di San Giacomo Maggiore. Una seconda celebrazione ebbe luogo il 14 marzo nella cattedrale di Guadix. Al termine del rito fu sepolto nello stesso edificio.

## Genealogia episcopale
La genealogia episcopale è:
- Cardinale Scipione Rebiba
- Cardinale Giulio Antonio Santori
- Cardinale Girolamo Bernerio, O.P.
- Arcivescovo Galeazzo Sanvitale
- Cardinale Ludovico Ludovisi
- Cardinale Luigi Caetani
- Cardinale Ulderico Carpegna
- Cardinale Paluzzo Paluzzi Altieri degli Albertoni
- Papa Benedetto XIII
- Papa Benedetto XIV
- Papa Clemente XIII
- Cardinale Giovanni Francesco Albani
- Cardinale Carlo Rezzonico
- Cardinale Antonio Dugnani
- Arcivescovo Jean-Charles de Coucy
- Cardinale Gustave-Maximilien-Juste de Croÿ-Solre
- Vescovo Charles-Auguste-Marie-Joseph Forbin-Janson
- Cardinale François-Auguste-Ferdinand Donnet
- Vescovo Charles-Emile Freppel
- Cardinale Louis-Henri-Joseph Luçon
- Cardinale Charles-Henri-Joseph Binet
- Cardinale Maurice Feltin
- Cardinale Jean-Marie Villot
- Arcivescovo Mario Tagliaferri
- Vescovo Juan García-Santacruz Ortiz